# Albykistan
Albykistan ist eine versetzte Steinkiste (schwedisch Hällkista) aus der Jungsteinzeit, die auf etwa 1800 v. Chr. datiert wird. Vier C14-Datierungen bestätigen das Alter. Sie liegt in Alby, einem Vorort von Botkyrka, südlich von Stockholm. Es gibt im Gebiet um Stockholm nur sieben bekannte Steinkisten. 
Albykistan befindet sich zwischen dem Länsväg 258 und einem Industriegebiet. Unmittelbar nördlich führt ein Abschnitt des alten Tingsvägen vorbei, der zum Thingplatz Svartlöten (RAÄ-Nr. Botkyrka 389:1) führt. 
Die aus flachen Steinplatten errichtete Albykistan ist etwa vier Meter lang und zwei Meter breit. Die nicht mehr nachzuweisende ursprüngliche Bedeckung der Kiste kann mittels Steinplatten oder Holzbalken erfolgt sein. 
Im Jahr 1999 wurde die Kiste an ihrem ursprünglichen Standplatz, etwa 400 Meter nordwestlich, untersucht. Während der Jungsteinzeit lag das Gebiet zwischen Fittja und Alby etwa 20 Meter höher als heute und war eine Insellandschaft. 
In der Kiste wurden mehrere Menschen bestattet. Mindestens einer von ihnen war unverbrannt begraben worden. Im Füllboden des Grabes wurden die verbrannten Knochen eines Kleinkindes gefunden. Die Steinkiste enthielt Pfeilspitzen, Schaber und Feuersteinabschläge.
In der Nähe liegt die Röse von Hallunda gård.